# Short n’ Sweet
A Short n’ Sweet Sabrina Carpenter amerikai énekesnő hatodik stúdióalbuma, ami 2024. augusztus 23-án jelent meg az Island Records gondozásában, Carpenter második albumaként a lemezkiadónál, a 2022-es Emails I Can’t Send után. Az énekesnő Jack Antonoff amerikai producert nevezte meg egyik fő munkatársának az albumon.
Az albumról két kislemez, az Espresso és a Please Please Please jelent meg. Mindkét kislemez a Billboard Global 200 toplistájának élére került, és Carpentert szélesebb körű kereskedelmi sikernek tette ki; Az Espresso és a Please Please Please volt Carpenter első listavezető az Egyesült Királyságban, illetve az Egyesült Államokban. Az album népszerűsítése céljából 2024 szeptemberében Carpenter megkezdi a Short n’ Sweet Tour koncertturnét, amely karrierje első arénaturnéja.

## Háttér
2022-ben Sabrina Carpenter kiadta ötödik stúdióalbumát Emails I Can’t Send címmel, miután szerződést kötött az Island Recordsszal.  Az album kereskedelmi sikert aratott a deluxe kiadású Feather című kislemezével, amely a US Pop Airplay toplistájának élére került, és akkoriban a Billboard Hot 100-on a legmagasabban szereplő dala volt.  Az album népszerűsítése érdekében 2023-ban megkezdte az Emails I Can’t Send turnét. Az év során és 2024 elején Carpenter Taylor Swift nyitófellépőjeként szerepelt a The Eras Tour egyes dél-amerikai, ausztráliai és ázsiai koncertjein. A 2024-es Coachella Fesztiválon is fellépett. 
2024 februárjában egy interjúban Maya Hawke-kal az Interview magazinnak, Carpenter kifejezte izgatottságát új zenéje miatt, és azt mondta, hogy több műfajt is fel fog fedezni, mint legutóbbi albumával. Márciusban a Cosmopolitannek adott interjújában megerősítette, hogy a következő albumán dolgozik. Megjegyezte: „Kezdem úgy érezni, hogy túlnőttem a dalokon, amelyeket [a The Eras Tour-on] énekelek, ami mindig izgalmas érzés, mert szerintem ez azt jelenti, hogy a következő fejezetem nemsokára kezdődik.” Miközben 2024 augusztusában a Variety interjút készített vele, Carpenter az Emails I Can’t Send „legmenőbb nővéreként” jellemezte az albumot, és azt mondta, hogy a második „nagy lány” albumának tekintené.

## Kiadás és promóció
A hivatalos bejelentést megelőzően Carpenter magasságáról szóló tweetekkel óriásplakátokat helyeztek el New Yorkban. A közösségi médiában közzétett egy videót, amelyen látható, amint a kamerához sétál, és csókot nyom a képernyőre. 2024. június 3-án Carpenter megerősítette a Short n’ Sweet megjelenését, és bemutatta a borítóját. A számlistát 2024. július 9-én hozták nyilvánosságra. Az album megjelenése 2024. augusztus 23-án lesz. A Short n’ Sweet limitált bakelit kiadása tartalmazza majd a „Needless to Say” exkluzív bónuszdalt.

### Kislemezek és zenei videók
Április elején Carpenter óriásplakátokkal kezdett el utalgatni egy kislemez megjelenésére, és elárulta, hogy a Coachellán való fellépése előtt „egy kis dalt” fog kiadni. 2024. április 11-én Carpenter kiadta az Espresso című kislemezt. Carpenter számos rendezvényen előadta a dalt, beleértve a Coachellát és a Saturday Night Live-ot. Dave Meyers rendezte a szám videóklipjét.
Az album második kislemezeként 2024. június 6-án adták ki a Please Please Please című dalt egy videóklippel együtt, amit Carpenter a közösségi médián keresztül mutatott be. A Bardia Zeinali által rendezett videó az Espresso folytatásaként szolgált, és Barry Keoghan is szerepelt benne. A dal a Billboard Hot 100-on első helyezett lett, Carpenter első listevezetőjeként. 
2024. június 20-án a Carpenter bejelentette a Short n’ Sweet Tourt és annak 33 koncertdátumát Észak-Amerikában. Az észak-amerikai szakasz 2024. szeptember 23-án kezdődik az ohiói Columbusban, és november 18-án a kaliforniai Inglewoodban ér véget. A turné 2025 elején nyugat-európai országokba látogat, 14 koncertet terveznek.

## Az album dalai
| Short n' Sweet | Short n' Sweet       | Short n' Sweet                             | Short n' Sweet            | Short n' Sweet | Short n' Sweet | Short n' Sweet | Short n' Sweet | Short n' Sweet | Short n' Sweet |
|                | Cím                  | Szerző(k)                                  | Producer(ek)              | Hossz          |                |                |                |                |                |
| -------------- | -------------------- | ------------------------------------------ | ------------------------- | -------------- | -------------- | -------------- | -------------- | -------------- | -------------- |
| 1.             | Taste                | Sabrina Carpenter Julia Michaels Amy Allen | John Ryan Ian Kirkpatrick | 2:37           |                |                |                |                |                |
| 2.             | Please Please Please | Carpenter Jack Antonoff Allen              | Antonoff                  | 3:06           |                |                |                |                |                |
| 3.             | Good Graces          | Carpenter Michaels Allen                   | Ryan Julian Bunetta       | 3:05           |                |                |                |                |                |
| 4.             | Sharpest Tool        | Carpenter Antonoff Allen                   | Antonoff                  | 3:38           |                |                |                |                |                |
| 5.             | Coincidence          | Carpenter Michaels Allen                   | Ryan Kirkpatrick          | 2:44           |                |                |                |                |                |
| 6.             | Bed Chem             | Carpenter Michaels Allen                   | Ryan Kirkpatrick          | 2:51           |                |                |                |                |                |
| 7.             | Espresso             | Carpenter Allen Steph Jones                | Bunetta                   | 2:55           |                |                |                |                |                |
| 8.             | Dumb & Poetic        | Carpenter Michaels Allen                   | Ryan                      | 2:13           |                |                |                |                |                |
| 9.             | Slim Pickins         | Carpenter Antonoff Allen                   | Antonoff                  | 2:32           |                |                |                |                |                |
| 10.            | Juno                 | Carpenter Allen                            | Ryan                      | 3:43           |                |                |                |                |                |
| 11.            | Lie to Girls         | Carpenter Antonoff Allen                   | Antonoff                  | 3:22           |                |                |                |                |                |
| 12.            | Don’t Smile          | Carpenter Allen Jones                      | Ryan Bunetta              | 3:26           |                |                |                |                |                |
| 36:12          |                      |                                            |                           |                |                |                |                |                |                |

| Short n’ Sweet limited edition | Short n’ Sweet limited edition | Short n’ Sweet limited edition | Short n’ Sweet limited edition | Short n’ Sweet limited edition | Short n’ Sweet limited edition | Short n’ Sweet limited edition | Short n’ Sweet limited edition | Short n’ Sweet limited edition | Short n’ Sweet limited edition |
|                                | Cím                            | Szerző(k)                      | Producer(ek)                   | Hossz                          |                                |                                |                                |                                |                                |
| ------------------------------ | ------------------------------ | ------------------------------ | ------------------------------ | ------------------------------ | ------------------------------ | ------------------------------ | ------------------------------ | ------------------------------ | ------------------------------ |
| 13.                            | Needless to Say                |                                |                                | 1:37                           |                                |                                |                                |                                |                                |
| 37:49                          |                                |                                |                                |                                |                                |                                |                                |                                |                                |

## Fordítás
Ez a szócikk részben vagy egészben  a   Short n' Sweet című angol Wikipédia-szócikk ezen változatának fordításán alapul.  Az eredeti cikk szerkesztőit annak laptörténete sorolja fel. Ez a jelzés csupán a megfogalmazás eredetét és a szerzői jogokat jelzi, nem szolgál a cikkben szereplő információk forrásmegjelöléseként.